# Airdrieonians FC
Airdrieonians FC, mest känt som Airdrie, är en före detta skotsk fotbollsklubb från Airdrie i North Lanarkshire. De spelade sina hemmamatcher på Excelsior Stadium med en kapacitet på 10 171 åskådare. Klubben grundades 1878 som  Excelsior FC men bytte senare till Airdrieonians FC och upplöstes 2002.
År 2013 övertogs klubbnamnet Airdrieonians av Airdrie United. Klubben spelar 2018/2019 i Scottish League One. 

## Meriter
Klubbens främsta merit är fyra andraplatser i skotska högsta division säsongerna 1922-23, 1923-24, 1924-25 och 1925-26.